# 石原忍

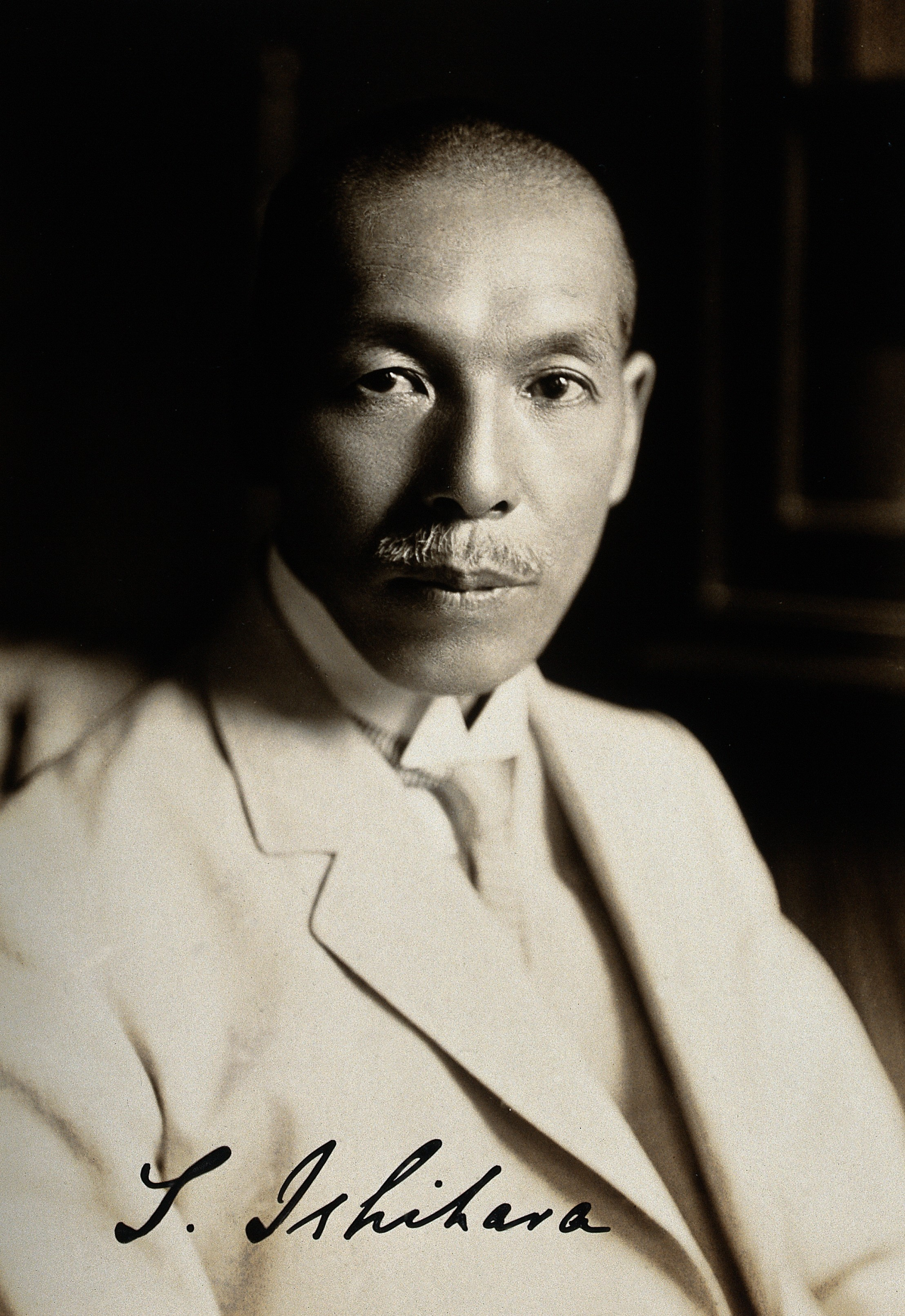
石原忍

石原忍（日语：／ Ishihara Shinobu，1879年9月25日—1963年1月3日），日本學者、眼科醫師，為石原氏色盲檢測圖的發明者。1940年獲頒朝日獎、1961年獲日本政府頒贈文化功勞者榮譽。

## 生平
石原1879年生於東京，1905年畢業於東京帝国大学（現東京大學）醫學院，並立即加入日本軍隊作為醫生，主要作為外科醫師，他後來將專業改為眼科。1908年他回到學校致力於眼科研究。1910年進入陸軍醫學院。在那裡，除了看病人外，還對“戰場眼科”進行了研究，選擇優秀的士兵。在軍事醫學院工作期間，他被要求設計一個測試，以篩選軍事人員的色覺異常。 
他在1918年發表檢測色覺障礙的石原氏色盲檢測圖，在今日依然廣泛的被使用，同時，他還對沙眼和近視眼的研究做出了重大貢獻。
1926年獲晉升至軍醫監，軍階陸軍少將，並編入預備役。1937年擔任東京帝國大學醫學部的部長，及東京遞信醫院院長。1943年擔任前橋醫學專門學校首任校長。二戰結束後盟軍司令部以石原曾任陸軍要職，剝奪其校長職務。
1946年石原搬到靜岡縣賀茂郡下河津村（現 河津町）定居，並開設眼科醫院，由於提供無利可圖的低廉醫療服務，甚至吸引了遠從北海道與九州而來的患者慕名上門求診。除了醫療，石原還致力提升下河津村當地的文化水準，他賣掉東京自宅得款50萬日圓，在1949年2月建設了名為「河津文化之家」的公共圖書館。
石原忍于1963年1月3日（昭和38年）逝世，享年83岁。逝世時家人、大學教過的學生及河津文化之家職員隨侍在側。1月8日舉行町葬禮，參與送行者從眼科醫院一路排到伊豆急行線河津站。石原被譽為「伊豆的聖醫」及「河津的史懷哲」。

## 著作
- 『石原式日本色盲検査表』1918年
- 『学校色盲検査表』1921年
- 『トラホーム 図説』1923年
- 『小眼科学 上巻、中巻、下巻』1925年（上巻）、1926年（中・下巻）
- 『眼底図譜』1942年
- 編著『近世眼科処方集』1924年
- 随筆『学窓余談』1940年
- 自伝『回顧80年』東京医事新誌 1959年